# بيدرو هنريكي أوليفيرا
بيدرو هنريكي أوليفيرا (17 يناير 1992 بساو باولو في البرازيل - ) هو لاعب كرة قدم برازيلي في مركز الهجوم. شارك مع منتخب تيمور الشرقية تحت 23 سنة لكرة القدم. أما مع النوادي، فقد لعب مع نادي العروبة ونادي مسيمير ونادي موجي ميريم ونادي أوبيرابا الرياضي وAssociação Esportiva Santacruzense ‏ ونادي سلاغور الثاني ‏ وPetrolina Social Futebol Clube ‏.

## وصلات خارجية
- بيدرو هنريكي أوليفيرا على موقع دوري كوريا الجنوبية (الإنجليزية)
- بيدرو هنريكي أوليفيرا على موقع قاعدة بيانات كرة القدم.إي يو (الإنجليزية)
- بيدرو هنريكي أوليفيرا على موقع Soccerway.com (الإنجليزية)